# PALTAC
株式会社PALTAC（パルタック、英: PALTAC CORPORATION）とは、大阪府大阪市に本社を置き、全国のドラッグストア、コンビニエンスストア、スーパーマーケット、ホームセンター等の小売業社に化粧品・日用品・一般用医薬品を卸販売する企業で、メディパルホールディングスグループの一社である。
2008年4月に小林製薬のグループ会社であったコバショウと合併し、2009年4月に商号を変更して現在に至る。

## 沿革
- 1898年（明治31年）12月1日 - 角倉種次郎がおぼこ号角倉支店を創業する。
- 1928年（昭和3年）12月 - 合資会社から株式会社へ改組し、株式会社角倉商店に商号を変更する。
- 1951年（昭和26年）1月 - 株式会社大粧に商号を変更する。
- 1964年（昭和39年）1月 - 株式会社名粧を吸収合併し、名古屋支社（現在の中部支社）を開設する。
- 1965年（昭和40年）1月 - 株式会社大粧堂を吸収合併し、東京支社を開設する。
- 1976年（昭和51年）10月 - 株式会社パルタックに商号を変更する。
- 1977年（昭和52年）4月 - 株式会社大伸を吸収合併し、福岡支店（現在の九州支社）を開設する。
- 1988年（昭和63年）5月 - 株式を上場する。
- 1998年（平成10年）
  - 4月 - 株式会社新和と合併する。
  - 10月 - 株式会社ドメス、株式会社スミック、株式会社折目から営業の一部を譲受する。
- 2000年（平成12年）4月 - 江口商事株式会社と合併する。
- 2001年（平成13年）
  - 5月 - アメリカのスパー社と合弁でスパー・エフエム・ジャパンを設立する。
  - 10月 - 新和パルタックと合併する。中四国支社、広島支店、山口支店、福山営業所を開設する。
- 2002年（平成14年）
  - 4月 - 株式会社小川屋と業務提携する。香川パルタック、徳島パルタック、シンコーパルタックと合併する。中四国支社に香川支店、高知支店、徳島支店を開設する。
- 2003年（平成15年）
  - 4月 - 株式会社小川屋、加納商事株式会社と合併する。春日部支店、宇都宮支店、つくば営業所、仙台出張所を開設する。関東支社を新設し、近畿支社に滋賀支店を開設する。
  - 10月 - サンパルタックと合併する。関西支社に福知山出張所、中四国支社に松江支店、鳥取出張所を開設する。
- 2004年（平成16年）
  - 8月 - 損害保険代理業務を三信東栄へ譲渡する。
  - 12月 - 東北、横浜、北陸、中国、四国の5支社を新設する。
- 2005年（平成17年）
  - 1月 - 産業再生機構の支援を受けていた粧連の営業を譲受し、北海道支社を開設する。
  - 4月 - 鹿児島パルタックと合併し、九州支社 、鹿児島支店を開設する。
  - 9月27日 - ジャスダックの上場を廃止する。
  - 10月 - メディセオホールディングスと株式を交換して完全子会社となり、会社名をメディセオ・パルタックホールディングスに変更する。
  - 12月 - 一般用医薬品取扱い部門としてヘルスケア事業部を新設する。
- 2006年（平成18年）
  - 4月 -  メディ・パルHDの子会社であったアルコスと合併する[注 1]。
  - 10月 - メディ・パルHDの子会社であるクラヤ三星堂とエバルスから、一般用医薬品の卸売に関する営業を譲受してヘルスケア事業とする。
  - 12月 - 松江共和物産の全株式を取得して子会社とする。
- 2007年（平成19年）
  - 7月 - 子会社の松江共和物産を吸収合併する。中国支社、松江支店を開設する。
- 2008年（平成20年）
  - 3月 - 太平パルタックの化粧品・日用雑貨の卸売事業を譲受する。九州支社に沖縄支店を開設する。
  - 4月 - コバショウと合併し、商号を株式会社パルタックKSに変更する。和歌山県に本社を持つエイコーの全株式を取得して子会社化とする。
  - 10月 - 子会社のエイコーを吸収合併する。近畿支社に和歌山支店を開設する。
- 2009年（平成21年）
  - 3月 - 子会社のアイザス、ワッツ・ジャパンを吸収合併する。
  - 4月1日 - 商号を株式会社Paltacに変更する。
- 2010年（平成22年）
  - 3月18日 - 東京証券取引所第1部、大阪証券取引所第1部に再上場する。
- 2012年（平成24年）
  - 3月 - 本社を南久宝寺町一丁目から本町橋へ移転する。
  - 11月 - 中部支社を開設する。
- 2015年（平成27年）
  - 7月1日 - 商号を株式会社PALTACに変更する。
  - 10月1日 - マツモトキヨシホールディングス（現:マツキヨココカラ&カンパニー）の子会社の伊東秀商事を吸収合併する。
- 2016年（平成28年）
  - 11月1日 - 千葉県浦安市の東京支社と群馬県館林市の関東支社を新「東京支社」として統合し、東京都北区赤羽南[注 2]へ移転する。

### コバショウとの合併まで
※商号は当時のものである。
- 2006年12月20日 - パルタックとコバショウが経営統合に関する協議を開始する。合併した場合は「パルタック」が存続会社となり、「コバショウ」は事実上吸収合併される。合併新会社の売上高は単純合算で6500億円規模となり、単体の薬品卸売企業として日本最大となる。グループ別でも新会社のパルタックコバショウとクラヤ三星堂を擁するメディセオ・パルタックグループが最大手である。
  - 2006年3月期で、パルタックは従業員数1965名、2007年3月期売上高は4746億円を見込み、コバショウは237名、1562億2800万円である。
  - 合併の問題点は、コバショウの株式20%をスズケンが保有し、コバショウの副社長にスズケンの西浦忠男が就任していることである。親会社でコバショウ株式の残り80%を持つ小林製薬は、「協議を開始するという現段階では問題にならない」としており、スズケンも公式にコメントしていない。
- 2007年9月26日 - 協議の末、まずパルタックの完全親会社であるメディ・パルHDが株式交換でコバショウを完全子会社化し、そののちにパルタックとコバショウが合併することで、スズケンを除くパルタック、コバショウ、メディ・パルHD、小林製薬の4社が合意し、メディセオ・パルタックHDとコバショウが株式交換契約を締結。
- 2007年10月5日 - スズケンが小林製薬に対し、11月下旬のコバショウの臨時株主総会で、株式交換契約を不承認とする仮処分を名古屋地裁に申し立てた。
- 2007年11月12日 - 名古屋地裁がスズケンの申立を却下する。
- 2007年11月28日 - コバショウ臨時株主総会で株式交換契約を承認する。簡易株式交換のためメディ・パルHD側は総会を省略する。
- 2008年1月1日 - 株式交換により、コバショウはメディ・パルHDの完全子会社となる。
- 2008年1月30日 - コバショウとパルタックが合併契約を締結する。
- 2008年4月1日 - コバショウが完全子会社のKS北海道、KS東北、KS東海、青瑛を吸収合併してパルタックと合併する。商号をパルタックKSに変更する。

## 事件・不祥事

### 独占禁止法に基づく社名公表
2024年3月１５日、公正取引委員会は「下請け企業との価格転嫁の交渉に適切に応じなかった企業名の公表」を行い、PALTACが該当企業となったことがわかった。

## その他
- 日刊自動車新聞、 サイゾーによると、トヨタモビリティパーツ社長職を2021年7月30日付で「複数の社員に対して不適切な言動があった[5]」、「不適切言動で引責辞任した[6]」吉武一郎が、半年足らずの2022年1月から同社顧問に、6月22日付で同社外取締役に就任[7]したとの事である。

## 事業所一覧
- 拠点一覧を参照。